# Giáo phận Saitama
Giáo phận Saitama (カトリックさいたま司教区) (tiếng Latinh: Dioecesis Saitamaensis) là một giáo phận của Giáo hội Công giáo Rôma ở Nhật Bản. Địa giới của Giáo phận bao gồm các tỉnh Saitama, Tochigi, Gunma, và Ibaraki. Nhà thờ chính tòa Thánh Têrêsa Hài Đồng Giêsu, còn được biết đến với tên gọi Nhà thờ Urawa (tiếng Nhật: 浦和教会) là nhà thờ chính tòa của giáo phận.

## Lịch sử
- 1846 - Hạt Đại diện Tông tòa Nhật Bản được thành lập, với tòa giám mục đặt tại Yokohama.
- 1866 - Tòa giám mục được chuyển đến Nagasaki.
- 1876 - Ngày 22/5, Hạt Đại diện Tông tòa Nhật Bản được tách ra thành Hạt Đại diện Tông tòa Bắc Nhật Bản (hiện là Tổng giáo phận Tokyo) và Hạt Đại diện Tông tòa Nam Nhật Bản (hiện là Tổng giáo phận Nagasaki). Trong đó Hạt Đại diện Tông tòa Bắc Nhật Bản quản lí các vùng Hokkaidō, Tōhoku, Kantō và Chūbu, với tòa giám mục đặt tại Yokohama.
- 1877 - Tháng 7, Tòa giám mục được chuyển đến Tokyo.
- 1891 - Ngày 17/4, Hạt Đại diện Tông tòa Hakodate (hiện là Giáo phận Sendai) được thành lập trên diện tích các vùng Hokkaido và Tōhoku tách ra từ Hạt Đại diện Tông tòa Bắc Nhật Bản. Ngày 15/6, Hạt Đại diện Tông tòa Bắc Nhật Bản được nâng cấp thành Tổng giáo phận Tokyo.
- 1912 - Ngày 13/8, Hạt Phủ doãn Tông tòa Niigata (hiện là Giáo phận Niigata) được thành lập trên diện tích 3 tỉnh Toyama, Ishikawa, và Fukui tách ra từ Tổng giáo phận Tokyo.
- 1922 - Ngày 18/2, hai tỉnh Aichi và Gifu được tách ra từ Tổng giáo phận Tokyo để thành lập Hạt Phủ doãn Tông tòa Nagoya (hiện là Giáo phận Nagoya).
- 1937 - Ngày 9/11, Giáo phận Yokohama được thành lập trên diện tích 8 tỉnh Kanagawa, Ibaraki, Tochigi, Gunma, Saitama, Yamanashi, Nagano, Shizuoka tách ra từ Tổng giáo phận Tokyo.
- 1939 - Ngày 4/1, Hạt Phủ doãn Tông tòa Urawa được thành lập với địa giới gồm 4 tỉnh Saitama, Ibaraki, Tochigi và Gunma.
- 1957 - Ngày 16/12, Hạt Đại diện Tông tòa Hiroshima được nâng cấp thành Giáo phận Urawa.
- 2003 - Ngày 31/3, sau khi thành phố Urawa sáp nhập vào thành phố Saitama mới, tên của giáo phận đã được đổi thành Giáo phận Saitama.

## Lãnh đạo giáo phận qua từng thời kì

### Phủ doãn Tông tòa
- Tiên khởi - Ambroise Leblanc (Dòng Phan Sinh) (1939 - 1940)
- 2 - Phaolô Uchino Sazukō (1940 - 1957)

### Giám mục Giáo phận
- Tiên khởi - Lôrensô Satoshi Nagae (1958 - 1979)
- 2 - Phanxicô Xaviê Shimamoto Kaname (1980 - 1990)
- 3 – Phêrô Okada Takeo (1991 - 2000)
- 4 – Marcellinô Tani Daiji (2000 - 2013)
- Giám quản Tông tòa - Phêrô Okada Takeo (2013 - 2018[2])
- 5 – Mariô Yamanouchi Michiaki (2018 - nay)[3][4]